# Isla Choros
Isla Choros är en ö i Chile.   Den ligger i regionen Región de Coquimbo, i den centrala delen av landet, 500 km norr om huvudstaden Santiago de Chile. Arean är 3,4 kvadratkilometer.
Terrängen på Isla Choros är platt. Öns högsta punkt är 118 meter över havet. Den sträcker sig 4,2 kilometer i nord-sydlig riktning, och 1,5 kilometer i öst-västlig riktning.